# Walter Nowotny
El major Walter «Nowi» Nowotny (7 de desembre de 1920 – 8 de novembre de 1944) va ser un as de l'aviació alemany, nascut austríac, durant la Segona Guerra Mundial. Va aconseguir 258 victòries aèries en 442 missions de combat. Nowotny aconseguí 255 d'aquestes victòries al Front Oriental i 3 mentre que volava en un dels primers caces de reacció, el Messerschmitt Me 262, durant la defensa del Reich. Aconseguí la majoria de les seves victòries volant amb un Focke-Wulf Fw 190, i una cinquantena mentre volava amb un Messerschmitt Bf 109.
Nowotny s'allistà a la Luftwaffe el 1939, va completar el seu entrenament com a pilot el 1941, i fou destinat al Front Oriental. Nowotny va ser el primer pilot a aconseguir 250 victòries (194 d'elles durant el 1943), i fou el 8è militar condecorat amb la cobejada Creu de Cavaller de la Creu de Ferro amb Fulles de Roure, Espases i Diamants el 19 d'octubre de 1943. Per motius de propaganda se li ordenà que abandonés els vols operatius.
De tornada al servei al front al setembre de 1944, Nowotny provà i desenvolupà tàctiques pel caça de reacció Messerschmitt Me 262. Va aconseguir 3 victòries més amb aquest tipus d'avió abans de matar-se en estavellar-se després d'un combat amb els caces de la USAAF el 8 de novembre de 1944. Després de la seva mort, la primera ala operativa de caces de reacció, Jagdgeschwader 7 "Nowotny", va ser anomenada així en honor seu.

## Biografia
Walter Nowotny va néixer a Gmünd, un poble de la Baixa Àustria. El seu pare, Rudolf Nowotny, era un funcionari ferroviari; els seus dos germans, Rudolf i Hubert, esdevindrien oficials al Heer (Hubert va morir en acció a Stalingrad). Entre 1925 i 1935 la seva família va viure a Schwarzenau, fins que el seu pare va ser traslladat a Mistelbach, al nord de Viena. Walter cursà la primària a Schwarzenau abans de graduar-se al Bundesoberrealschule de Waidhofen an der Thaya. A més, durant aquests anys va cantar al cor del monestir cistercenc de l'Abadia de Zwettl.
A causa dels trasllats del seu pare, Nowotny cursà la secundària a Laa an der Thaya, on es diplomà al maig de 1938. Durant l'adolescència, Nowotny va estar interessat en tota mena d'esports: el 1935 jugà al futbol a l'equip escolar a Waindhofen; i el 1937 ocupà el primer lloc en llançament de javelina i el tercer en la cursa dels 1.000 metres als campionats de la Baixa Àustria. Nowotny també assistí als Jocs Olímpics d'Estiu de 1936 celebrats a Berlín. Per complir amb el seu servei de treball, s'uní a la Luftwaffe l'1 d'octubre de 1939.

### Inici a la Luftwaffe
L'entrenament militar bàsic de Nowotny començà al 2. Flieger-Ausbildungsregiment 62 de Quedlinburg (1 d'octubre-15 de novembre de 1939), continuant al Luftkriegschule 5 de Breslau-Schöngarten (16 de novembre de 1939-30 de juny de 1940) Va ser promogut a Fahnenjunker-Gefreiten l'1 de març de 1940 i, un mes després, l'1 d'abril, a Fahnenjunker-Unteroffizier. L'1 de juliol tornà a ser promocionat, aquest cop a Fähnrich. Completà el seu entrenament com a pilot i rebé la Insígnia de Pilot el 19 d'agost de 1940. Nowotny també es preparà com a pilot de caça al Jagdfliegerschule 5 de Wien-Schwechat (1 d'agost-15 de novembre de 1940); la mateixa acadèmia a la qual Hans-Joachim Marseille havia assistit un any abans. Un dels seus professors al Jagdfliegerschule 5 va ser l'as austrohongarès de la I Guerra Mundial Julius Arigi. Allà Nowotny es va fer amic de Karl Schnörrer i de Paul Galland, el germà petit del General der Jagdflieger Adolf Galland. Paul Galland reclamà 17 victòries aèries amb el Jagdgeschwader 26 (JG 26) al Canal abans que fos abatut i mort per un Supermarine Spitfire de la RAF el 31 d'octubre de 1942. Després de graduar-se del Jagdfliegerschule 5, Nowotny va ser traslladat al I./Ergänzungs-Jagdgruppe Merseburg el 16 de novembre de 1940, volant caces de cobertura per a la indústria de Leuna.

### Amb el Jagdeschwader 54
Nowotny va ser destinat al Ergänzungsstaffel (esquadró d'entrenament/suplement) del Jagdgeschwader 54 (JG 54) l'1 de desembre de 1940. El JG 54 en aquells moments estava comandat pel major Hannes Trautloft. Nowotny de nou va ser traslladat, aquest cop al 9è Staffel del JG 54 (9./JG 54), l'anomenat Teufelsstaffel (Esquadró del Diable), on va ser preparat per veterans del front (23 de febrer – 25 de març de 1941). Entre el 25 de març de 1941 i el 10 de març de 1942 Notwotny volà amb el Stabsstaffel del Ergänzungs-Jagdgruppe JG 54, on va ser promogut a leutnant l'1 d'abril de 1941, efectiu des de l'1 de febrer de 1941.
Nowotny volà un Messerschmitt Bf 109 E-7 "Blanc 2" en la seva 24a missió operativa el 19 de juliol de 1941, reclamant les seves dues primeres victòries, dos biplans Polikarpov I-153 de la Força Aèria Soviètica (VVS) KBF's 12 OIAE/61 BAB sobre Saaremaa. En el transcurs de la mateixa acció va ser abatut per Aleksandr Avdéiev, també amb un I-153. D'acord amb els arxius soviètics no es va perdre cap avió soviètic en el combat. Nowotny passà 3 dies en un bot al golf de Riga, en una ocasió gairebé va ser capturat per un destructor soviètic, però finalment aconseguí arribar fins a la costa letona. Durant la resta de la seva carrera de combat, el supersticiós Nowotny sempre portà els pantalons que va portar durant 3 dies al golf de Riga, amb una única excepció: la seva darrera sortida el 8 de novembre de 1944, quan va ser mort volant amb un Me 262.

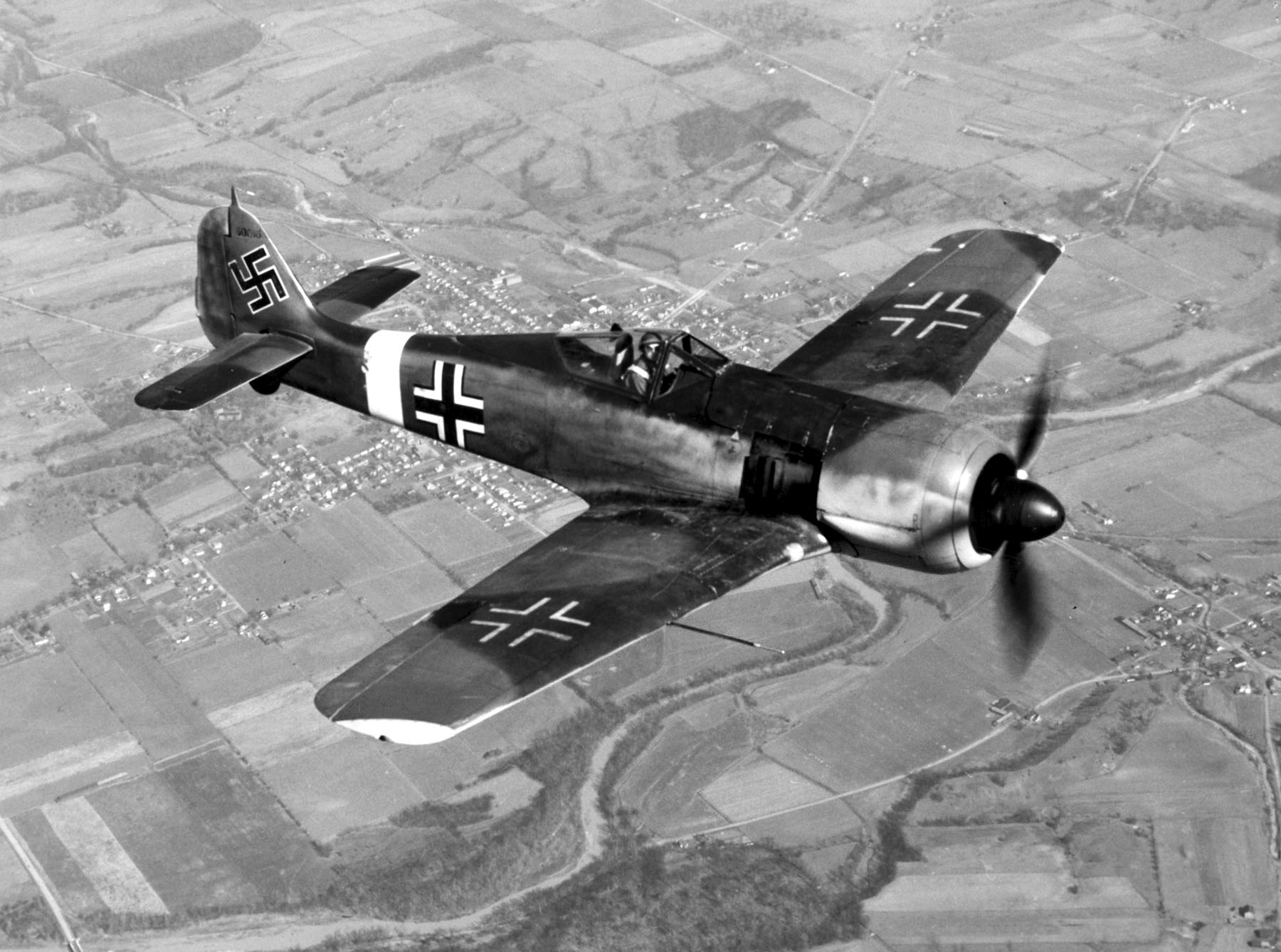
El Fw 190

Nowotny es recuperà ràpidament i el 31 de juliol va reclamar haver abatut un hidroavió Beriev MBR-2 al nord-oest de Saaremaa i un bombarder Iliuxin DB-3 al sud de l'illa.
El 1942, Nowotny incrementà la seva xifra de victòries, reclamant la 30a i la 31a l'11 de juliol sobre el cap de pont de Woltxow, que li comportaren rebre la Copa d'Honor de la Luftwaffe el 14 de juliol de 1942. Nowotny va abatre 5 avions en un únic dia (20 de juliol) i 7 el 2 d'agost. Després d'haver abatut 3 avions enemics l'11 d'agost, Nowotny realitzà 3 passades de victòria sobre l'aeròdrom, malgrat tenir l'avió malmès. En l'aterratge, el seu avió mig s'estavellà, patit ferides moderades. Walter Nowotny va ser condecorat el 4 de setembre amb la Creu de Cavaller de la Creu de Ferro, després de les seves 56 victòries aèries. La Creu de Cavaller li comportà un permís a Viena. Allà, els germans Hubert i Walter es veieren per darrer cop, abans que Hubert fos mort a Stalingrad. El Leutnant Nowotny va ser fet Staffelkapitän del 1./JG 54 el 25 d'octubre, substituint el Oberleutnant Heinz Lange.
El gener de 1943, el JG 54 començà a rebre l'àgil caça Focke-Wulf 190. Amb els nous avions, Nowotny assolí una taxa de victòries sense precedents, sovint abatent més de dos avions cada dia durant setmanes. Nowotny, Karl Schnörrer (parella de Nowotny des de 1942) Anton Döbele i Rudolf Rademacher formaren un equip anomenat Teufelskette ("cadena de diables") o el "Nowotny Schwarm", que durant el transcurs de la guerra assoliren 524 victòries entre tots ells, convertint-se en l'equip de més èxit de la Luftwaffe.
El 16 de març Nowotny arribà a la seva 72a victòria. Arribà al centenar el 5 de juny de 1943 en la seva 344 missió de combat. Pel 24 de juny ja en portava 124. El 21 d'agost va ser nomenat Gruppenkommandeur del I./JG 54. Només durant el mes d'agost va abatre 49 avions, igual que el Jagdgeschwader 52 (JG 52) d'Erich Hartmann, fent pujar el comptador de Nowotny fins a les 161 victòries. L'1 de setembre assolí 10 victòries en dues sortides, arribant a les 183. 72 hores després, aquesta xifra havia crescut fins a les 189, atorgant-se-li les Fulles de Roure per a la seva Creu de Ferro el 8 de setembre. La condecoració havia de ser atorgada de mans del mateix Führer el 22 de setembre de 1943; però quan arribà el dia, Nowotny ja havia arribat a les 200 victòries el 8 de setembre i, pel 15 de setembre, a les 215, convertint-se en el pilot de la Luftwaffe amb més victòries en aquells moments. Dos Lavotxkin La-5 i un Iakolev Yak-9 el 17 de setembre van fer que la xifra augmentés fins a les 218 victòries, rebent per tant les Espases per a la seva Creu de Ferro. La planejada presentació de les Fulles de Roure es convertí, per tant, en una cerimònia d'Espases.

### Diamants
Nowotny va ser romogut a Hauptmann el 21 de setembre de 1943, després de la seva 225a victòria. El 14 d'octubre esdevingué el primer pilot a assolir les 250 victòries, després de 442 missions de combat. Nowotny ho celebrà a Vilna, quan rebé una trucada telefònica del mateix Adolf Hitler, anunciant-lo que havia estat condecorat amb la Creu de Cavaller de la Creu de Ferro, Fulles de Roure, Espases i Diamants, sent el 8è dels 27 homes que la rebrien.
Els Diamants li van ser atorgats per Hitler al Wolfsschanze, prop de Rastenburg el 19 d'octubre de 1943. Nowotny immediatament va gaudir d'unes breus vacances a Viena abans d'haver de tornar a la seva unitat al front. El 29 d'octubre Nowotny condecorà amb la Creu de Cavaller el Oberfeldwebel Otto Kittel. Durant uns quants dies volaria com a ajudant de Karl Schnörrer, ajudant-lo a acumular victòries. L'11 de novembre, Anton Döbele va ser mort quan perseguia un Il-2 Sturmovik; i l'endemà, Schnörrer va quedar molt mal ferit després d'estavellar-se volant a baixa alçada. Schnörrer va ser substituït pel Unteroffizier Ernst Richter com a parella de Nowotny. Amb Richter, Nowotny reclamà les seves dues darreres victòries al Front Oriental, el 15 de novembre de 1943. En total Nowotny havia aconseguit 255 victòries confirmades, a més de 50 més sense confirmar, abans de ser retirat de la línia del front.
Nowotny va ser enviat a una gira de propaganda per Alemanya, que inclogué la presentació de la Creu de Cavaller de la Creu del Mèrit de Guerra a l'enginyer ferroviari August Kindervater el 7 de desembre de 1943. Poc abans de Nadal, visità la fàbrica de Focke-Wulf a Bad Eilsen, on es trobà amb el Professor Kurt Tank. El batlle de Viena Dipl.-Ing. Hannes Blaschke atorgà a Nowotny l'Anell d'Honor de la ciutat l'11 de gener de 1944; i la presentació va tenir lloc una setmana després. La seva següent visita oficial va ser al Büromaschinenfabrik de Zella-Mehlins, abans de tornar breument al Jagdgeschwader 54. Nowotny va ser fet Geschwaderkommodore del Jagdgeschwader 101 (JG 101) i comandant del Jagdfliegerschule 1, una escola de pilots de caça de la Luftwaffe a Pau, al sud de França, a l'abril de 1944.

### Kommando Nowotny i mort

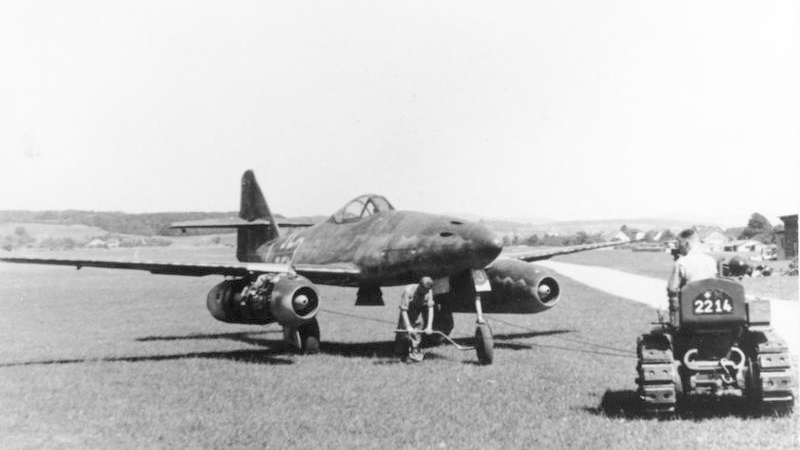
Me 262 A, 25 d'abril de 1945

El setembre del 1944, Nowotny va ser nomenat comandant d'una unitat especialitzada anomenada Kommando Nowotny, que volaria amb els nous desenvolupats Messerschmitt Me 262 a l'aeròdrom d'Osnabrück. La unitat no només havia de fer front l'enemic, sinó que també havia de realitzar la fase de proves del Me 262, així com desenvolupar les tàctiques apropiades per a una unitat de reactors.
Els generals Alfred Keller i Adolf Galland havien programat una inspecció a Achmer per al vespre del 7 de novembre de 1944. Galland ja l'havia visitat en diverses ocasions i estava molt preocupat per l'alta taxa de problemes mecànics i l'èxit escàs assolit pels Me 262. Després d'inspeccionar els nous aeròdroms a Achmer i Hesepe, va quedar-se a la caserna de Penterknapp discutint els problemes detectats durant les darreres setmanes. Diversos pilots expressaren obertament els seus dubtes sobre el fet que el Me 262 estigués preparat per a les operacions de combat.
L'endemà al matí, 8 de novembre de 1944, els generals arribaren de nou al post de comandament de Nowotny i Keller declarà que els asos dels anys passats s'havien tornat uns covards, així com que la Luftwaffe havia perdut el seu esperit de combat. Poc després, arribà la notícia que s'aproximava una gran formació de bombarders. Dos rotten de Me 262 estaven preparats per enlairar-se: Erich Büttner i Franz Schall a Hesepe, i Nowotny i Günther Wegmann a Achmer. Inicialment només Schall i Wegmann aconseguiren enlairar-se perquè Büttner tenia una roda malament i les turbines de Nowotny inicialment no volien engegar-se. Amb una mica de retard, Nowotny s'enlairà i s'enfrontà en solitari a l'enemic, car Schall i Wegmann ja s'havien retirat de l'acció després de patir danys. Nowotny va transmetre per ràdio que havia abatut un B-24 Liberator i un P-51 Mustang abans d'informar que un motor li fallava i de fer una transmissió entretallada que contenia la paraula "cremant" Helmut Lennartz afirmà:
| « | Recordo molt bé com Nowotny s'estavellà. El Feldwebel Gossler, un operador de ràdio de la nostra unitat, havia instal·lat una ràdio a l'aeròdrom. Mitjançant aquest aparell escoltàvem les comunicacions radiofòniques amb l'avió de Nowotny. Les seves darreres paraules van ser "estic en flames" o "està en flames". Les paraules no s'entenien bé. | » |

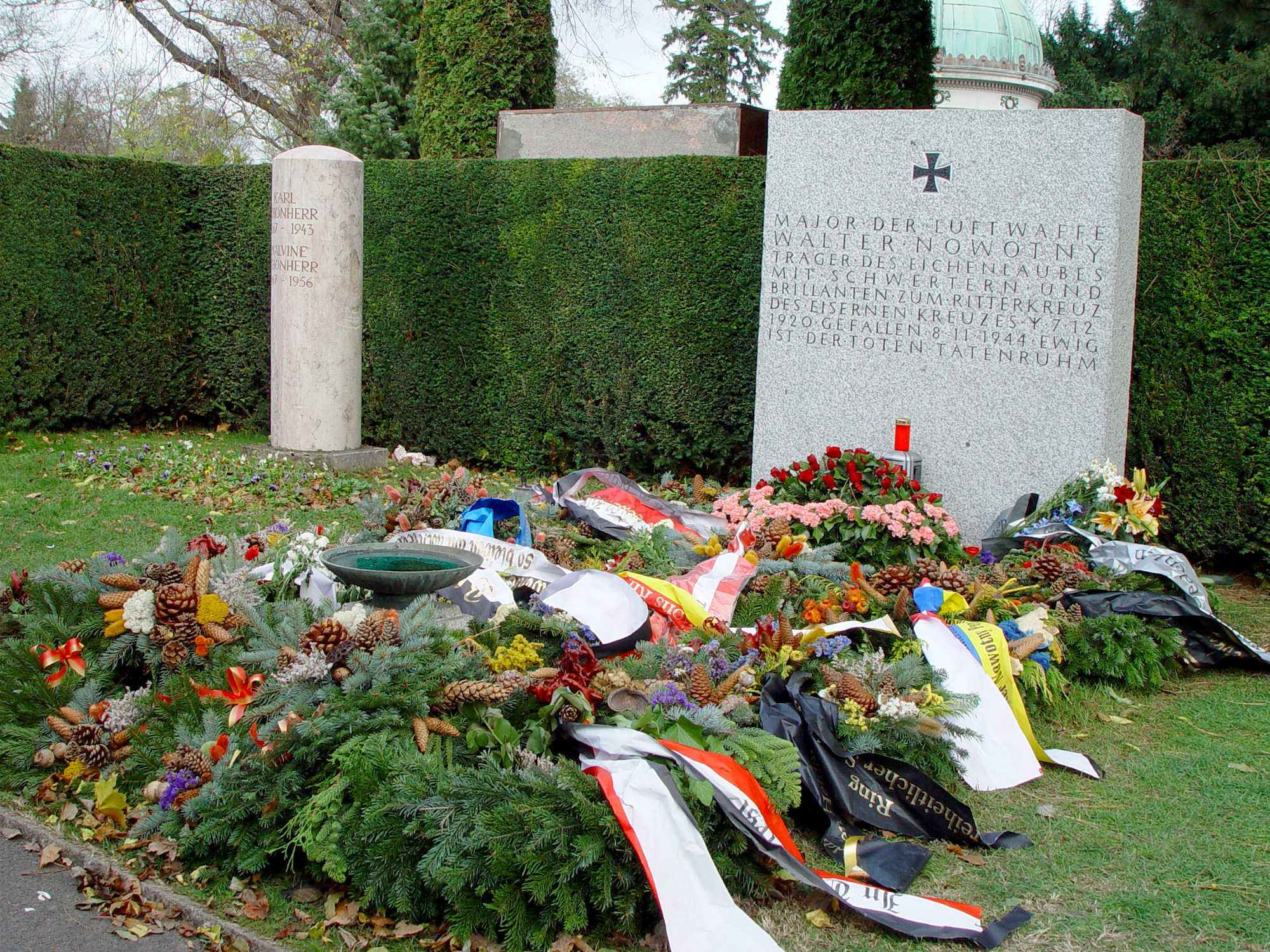
Tomba de Walter Nowotny al Zentralfriedhof de Viena

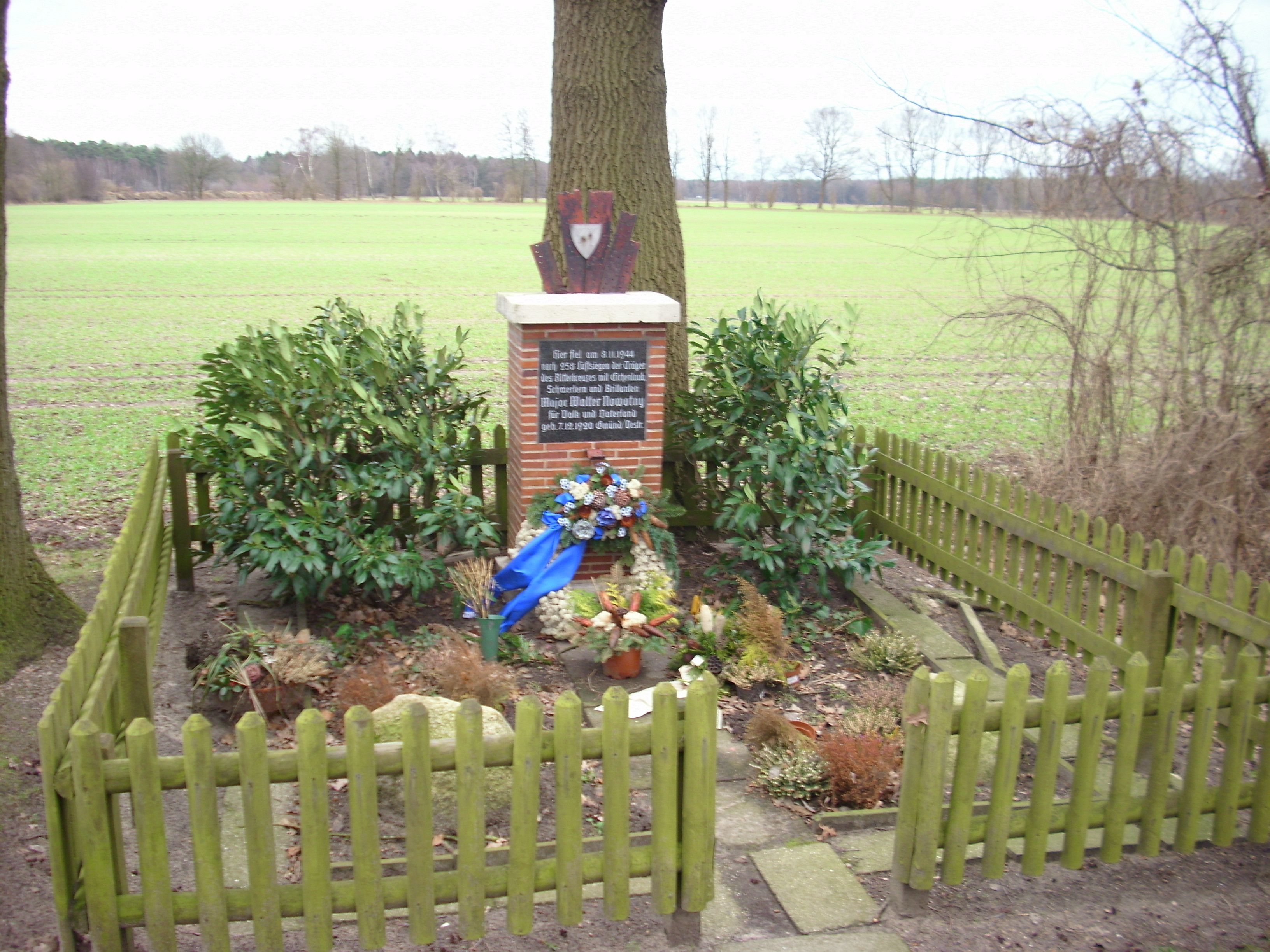
Memorial a Epe.

No és clar si Nowotny va morir a causa d'una fallada del motor o perquè va ser abatut pel capità Ernest Fiebelkorn (20è Grup de Caces) i pel tinent Edward Bubby Haydon (357è Grup de Caces) de la USAAF a l'est de Hesepe. Als darrers anys també s'ha proposat que el vencedor de Nowotny podria haver estat el tinent Robert W. Stevens del 364è Grup de Caces. Molts testimonis van veure el Me 262 A-1 110 400 "Blanc 8" de Nowotny caient verticalment dels núvols i estavellant-se a Epe, a uns 2,5 km a l'est de Hesepe. La Wehrmacht anuncià la seva mort el 9 de novembre de 1944 mitjançant el Wehrmachtbericht.
Notwony va rebre un funeral d'estat a Viena. La guàrdia d'honor estava formada pel seu amic Karl Schnörrer, l'Oberst Gordon Gollob, el Major Rudolf Schoenert, el Hauptmann Heinz Strüning, el Major Josef Fözö i el Major Georg Christl. L'elogi va ser pronunciat pel General der Jagdflieger Adolf Galland i pel Generaloberst Otto Deßloch. Nowotny va ser enterrat al Zentralfriedhof de Viena, en una tomba finançada per la ciutat, llavors encara part de l'Alemanya Nazi. A partir d'una iniciativa dels Verds, amb el suport dels socialdemòcrates, es retirà l'estatus d'honor el 2003.

## Historial militar

### Dates de promoció
Fahnenjunker-Gefreiten – 1 de març de 1940
 Fahnenjunker-Unteroffizier – 1 d'abril de 1940
 Fähnrich – 1 de juliol de 1940
 Leutnant – 1 d'abril de 1941 (antiguitat de l'1 de febrer de 1941)
 Oberleutnant
 Hauptmann - 21 de setembre de 1943
 Major

### Condecoracions
Creu de Ferro de 2a classe
 Creu de Ferro de 1a classe
 Insígnia de Ferit 1939 en Negre
 Creu Alemanya d'Or - 21 d'agost de 1942 com a Leutnant al I./JG 54
 Medalla de la Campanya d'Hivern a l'Est 1941/42
 Creu de Cavaller de la Creu de Ferro amb Fulles de Roure, Espases i Diamants
 Creu de Cavaller de la Creu de Ferro – 4 de setembre de 1942 com a pilot al 9./JG 54
 Fulles de Roure – 4 de setembre de 1943 com a Staffelkapitän del 1./JG 54 (293è)
 Espases – 22 de setembre de 1943 com a 'Gruppenkommandeur del I./JG 54 (37è)
 Diamants – 19 d'octubre de 1943 com a Gruppenkommandeur del I./JG 54 (8è)
 Insígnia Combinada de Pilot-Observador en Or i Diamants
 Passador de Vol Operatiu per pilots de caça en or amb barra "400" (17 de maig de 1942)
 Orde de la Creu de la Llibertat de 1a classe (Finlàndia)
6 mencions al Wehrmachtbericht
Copa d'Honor de la Luftwaffe (14 de juliol de 1942)
Anell d'Honor de la ciutat de Viena (11 de gener de 1944)